# Linia kolejowa nr 703
Linia kolejowa nr 703 – drugorzędna, jednotorowa, zelektryfikowana linia kolejowa łącząca posterunek odgałęźny Kucelinka ze stacją Częstochowa.
Linia została oddana do użytku w latach 50., a 28 listopada 1965 roku została zelektryfikowana.
| kilometraż | kilometraż | pociągi pasażerskie                     | autobusy szynowe i EZT                  | pociągi towarowe                        |
| od         | do         | Tor nieparzysty (kierunek: Częstochowa) | Tor nieparzysty (kierunek: Częstochowa) | Tor nieparzysty (kierunek: Częstochowa) |
| 0,008      | 4,415      | 50                                      | 50                                      | 40                                      |
| 4,415      | 5,706      | 40                                      | 40                                      | 0                                       |